# Groupie
Begrebet groupie er et slangord der benyttes om en fan af en bestemt musiker, berømthed eller musikgruppe, der følger denne berømthed eller gruppe, når de er på turné, eller en der deltager i så mange af deres offentlige optrædener som muligt, ofte med det håb at komme til at lære dem bedre at kende. Udtrykket bliver næsten entydigt anvendt til at beskrive unge kvinder, der følger disse personer, i håb om at etablere et seksuelt forhold med dem, eller at tilbyde sig til sex.

## Oprindelsen indenfor musik
Ordet groupie opstod ca. 1965 og blev anvendt til at beskrive teenage-piger eller unge kvinder, der ønskede korte forhold med musikere. Fænomenet er dog meget ældre. Mary McCarthy havde tidligere beskrevet det i sin roman The Company She Keeps (1942). Nogle kilder har tilskrevet oprindelsen af ordet til Rolling Stones-bassisten Bill Wyman, under gruppens australske turné i 1965; men Wyman sagde at han og de andre i bandet, brugte andre "kodeord" om kvinder, når de var på turné. 
En fremherskende forklaring af groupie-begrebet kommer fra Rolling Stone Magazine, der dedikerede et helt magasin til emnet Groupies: The Girls of Rock (februar 1969), hvor der blev lagt vægt på rockmusikere og groupiers seksuelle adfærd. Samme måned udgav TIME magazine en artikel, "Manners And Morals: The Groupies", og senere samme år udgav de britiske journalister Jenny Fabian og Johnny Byrne, en stort set selvbiografisk bog, kaldet Groupie (1969). Det efterfølgende år blev en dokumentarfilm med titlen Groupies (1970) udgivet.
Det er i særdeleshed kvindelige groupier, der har haft et ry for, at stille sig til rådighed for berømtheder, popstjerner, rockstjerner og andre offentlige personer. Led Zeppelin sangeren Robert Plant er citeret for at han skelner mellem fans, der ønskede korte seksuelle relationer og "groupies", der rejste sammen med musikere igennem længere tid, fungerede som erstatningskærester og ofte sørgede de for musikerens garderobe og sociale liv. Kvinder der har denne rolle, kaldes undertiden "road wives". Cynthia Pasta Caster , Cleo Odzer , Barbara Cope ("The Butter Queen") og The GTOs ("Girls Together Outrageously") er, sammen med Pamela Des Barres, som er de-facto talskvinde, nok de bedst kendte groupier af denne type.
Musikeren Frank Zappa sammensatte "The GTOs " i slutningen af 1960'erne. Bandet bestod af syv unge kvinder Miss Pamela (Pamela Des Barres), Miss Sparky (Linda Sue Parker), Miss Lucy (Lucy McLaren), Miss Christine (Christine Frka), Miss Sandra (Sandra Leano), Miss Mercy (Mercy Fontentot) og Miss Cynderella (Cynthia cale-Binion).
Et karakteristisk kendetegn, der kan resultere i at man får betegnelsen groupie, er et ry for promiskuitet. Connie Hamzy, en fremtrædende groupie fra 1960'erne, der også var kendt som "Sweet Connie", argumenterer positivt for groupiebevægelsen og forsvarer sin valgte livsstil med at sige: "Hør, vi er ikke ludere, vi elskede glamouren". Men hendes åbenhed vedrørende sine seksuelle eventyr med forskellige rockstjerner, er præcis det der har fremhævet de negative associationer med hendes type.
Des Barres, der skrev to bøger om hendes oplevelser som groupie - I'm With The Band (1987)  og Take Another Little Piece of My Heart: A Groupie Grows Uo (1993)  - samt den faglitterære bog, Rock Bottom: Dark Moments i Music Babylon, hævder at en groupie er for et rock-band som Mary Magdalene var for Jesus. Hendes bog, Let's Spend the Night Together (2007), er en samling af vildt varierede interviews med klassiske "old school"-groupies , som Catherine James, Connie Hamzy , Cherry Vanilla , DeeDee Keel, Margaret Moser , men også groupies fra 1980'erne og 1990'erne som Pleasant Gehman og Patti Johnsen. Des Barres beskrev Keel som: "En af de mest skræmmende tiltrækkende kvinder...en slank, rødblond, og hun fik det højt-værdsatte job som på styrer på Whisky a Go Go bestyrer efter hendes forgænger Gail Sloatman mødte Frank Zappa, og blev det vi alle ønskede at blive." Keel var en af de få, der fortsat havde forbindelse i Hollywood og var sammen med bands i næsten tre årtier. Des Barres, der blev gift med rocksanger og skuespiller Michael Des Barres, overtalte også kult-skuespillerinden Tura Satana, sangeren og modellen Bebe Buell, skuespilleren Patti D'Arbanville og Cassandra Peterson, bedre kendt som "Elvira, Mistress of the Dark", til at tale om deres forhold til musikere.

## Rumprogrammet
Under Mercury-, Gemini- og Apollo-rumprogrammerne var der kvinder der hang rundt omkring hotellerne i Clear Lake og Cocoa Beach for at "samle på" astronauter. Joan Roosa, Stu Roosas, Apollo 14 Lunar Module pilot, kone mindes: "Jeg var til en fest en nat i Houston. En kvinde der stod bag mig, som ikke havde en anelse om hvem jeg var, sagde: "Jeg har været i seng med samtlige astronauter, der har været på månen." ... Jeg sagde 'Undskyld mig, men det tror jeg nu ikke.'"

## Sport
Groupier spiller også en rolle i sport. For eksempel er "buckle bunnies" en velkendt del af rodeoscenen. Udtrykket kommer fra et slangord for kvinder ("bunnies"), og fra de præmie-bæltespænder vinderne i rodeo får. Disse spænder er meget efterspurgte af bunnies. Ifølge en rapport forventer bunnies "normalt ikke andet end sex fra rodeo-deltagerne og omvendt".
I en artikel i Spin fra 1994 karakteriserede Elizabeth Gilbert buckle bunnies som et væsentligt element i rodeoscenen og beskrev en særligt dedikeret gruppe af bunnies, der er kendt fra rodeo-turneringerne for deres generelle støtte og gavmildhed, der rækker udover sex til "en fascination af at give den mest macho-gruppe af mænd på jorden, den eneste form for pleje de ville acceptere".

## I populærkultur

### Film
- Groupies (1970), dokumentarfilm[14]
- Almost Famous (2000) handler om livet for groupies der kalder sig selv "band aids"
- The Banger Sisters (2002)
- School of Rock (2003), anvendt af Dewey Finn (Jack Black) (da han samler et band og et hold bestående af gymnasieelever) tildeler tre gymnasiepiger rollerne som groupier, indtil en af dem — Summer Hathaway (Miranda Cosgrove) — finder ud af hvad en groupie er, og bliver chokeret; Dewey giver hende efterfølgende den vigtigere rolle som bandmanager
- I Woody Allens film Midnight in Paris (2012), Siger Gil Pender (Owen Wilson) om Adriana, at hun bringer ordet "kunst-groupie" til et helt nyt niveau

### Musik

#### Groupier
- The GTOs ("Girls Together Outrageously") er et band bestående af syv groupier: Miss Pamela (Pamela Des Barres) (de-facto talskvinde), Miss Sparky (Linda Sue Parker), Miss Lucy (Lucy McLaren), Miss Christine (Christine Frka), Miss Sandra (Sandra Leano), Miss Mercy (Mercy Fontentot) og Miss Cynderella (Cynthia Cale-Binion), der blev sammensat af Frank Zappa i slutningen af 1960'erne,

#### Sange
- Sangen "Apple Scruffs", fra George Harrisons album All Things Must Pass (1970), hentyder til "Apple scruffs", en gruppe teenage-piger der overvågede The Beatles' Apple Corps kontorer, Abbey Road Studios og Paul McCartneys hjem, de sov ofte sov udendørs selv i dårligt vejr, mens de ventede på at få et glimt af en Beatle. The Beatles' sangen "She Came in Through the Bathroom Window", hentyder til en dag hvor nogle Scruffs klatrede ind i McCartneys hus gennem et badeværelsesvindue på første sal, og stjal et par bukser fra hans skab, som de efterfølgende skiftedes til at have på. De tog også et indrammet fotografi, som de senere, på McCartneys opfordring, leverede tilbage.
- Sangen "Look Away" af Iggy Pop blev skrevet til rock and roll groupien Sable Starr.
- New Riders of the Purple Sage udgav en sang med titlen "Groupie". Omkvædet lyder "She really ain't no groupie/She said so in a movie/At least that's what she said to me."
- Bonnie Bramlett og Leon Russell skrev en sang med titlen "Groupie", der blev indspillet af Delaney and Bonnie. Sangen blev også indspillet af The Carpenters, der ændrede titlen til "Superstar" og ændrede teksten "I can hardly wait to sleep with you again" til "I can hardly wait to be with you again."
- Grand Funk Railroad indspillede deres sang, "We're An American Band," der indeholdt linjen "Sweet, sweet Connie was doing her act/She had the whole show and that's a natural fact." Denne tekst henviser direkte til groupien Connie Hamzy.
- Dr. Hook & the Medicine Show indspillede novelty sangen "Roland the Roadie and Gertrude the Groupie."
- Sangen "Star Star" af The Rolling Stones taget fra deres Goats Head Soup album er en berygtet sang, fyldt med profaniteter der taler åbent om groupie-scenen i de tidlige 1970'ere. Sangen er dog bedre kendt som "Starfucker", der bliver skrålet hele vejen gennem sangen.
- Sangen "Groupie Love" af Lana Del Rey, med deltagelse af A$AP Rocky, taget fra hendes Lust for Life
- Sangen "Famous Groupies" af bandet Wings taget fra albummet London Town handler om et par groupier og den skade de forvolder.
- Sangen "Sick Again" af bandet Led Zeppelin på deres album Physical Graffiti fra 1975 handler om groupie-scenen i L.A. i de tidlige 1970'ere.

### TV
- I Sons of Anarchy, de groupier der holder til omkring den fiktive SOA motorcykelklub SOA, bliver omtalt som "Crow Eaters"; i sæson 6, fortalte Jaxs ekskone Wendy til Tara, Margaret og Lowen at hun var en "Crow Eater" i et år, før hun giftede sig med Jax.